# 装甲输送车

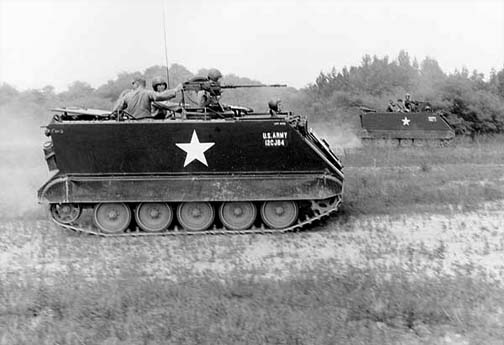
美国陆军M113裝甲運兵車

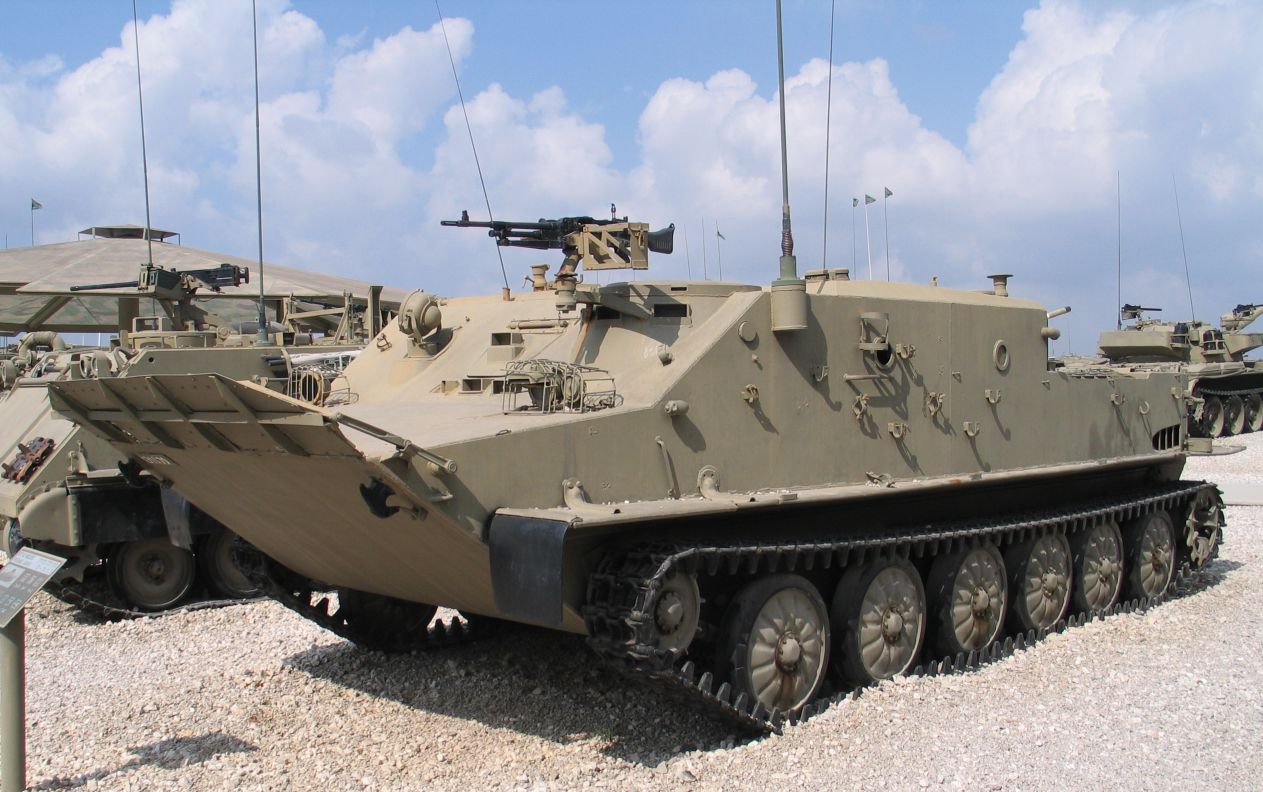
蘇聯BTR-50裝甲運兵車

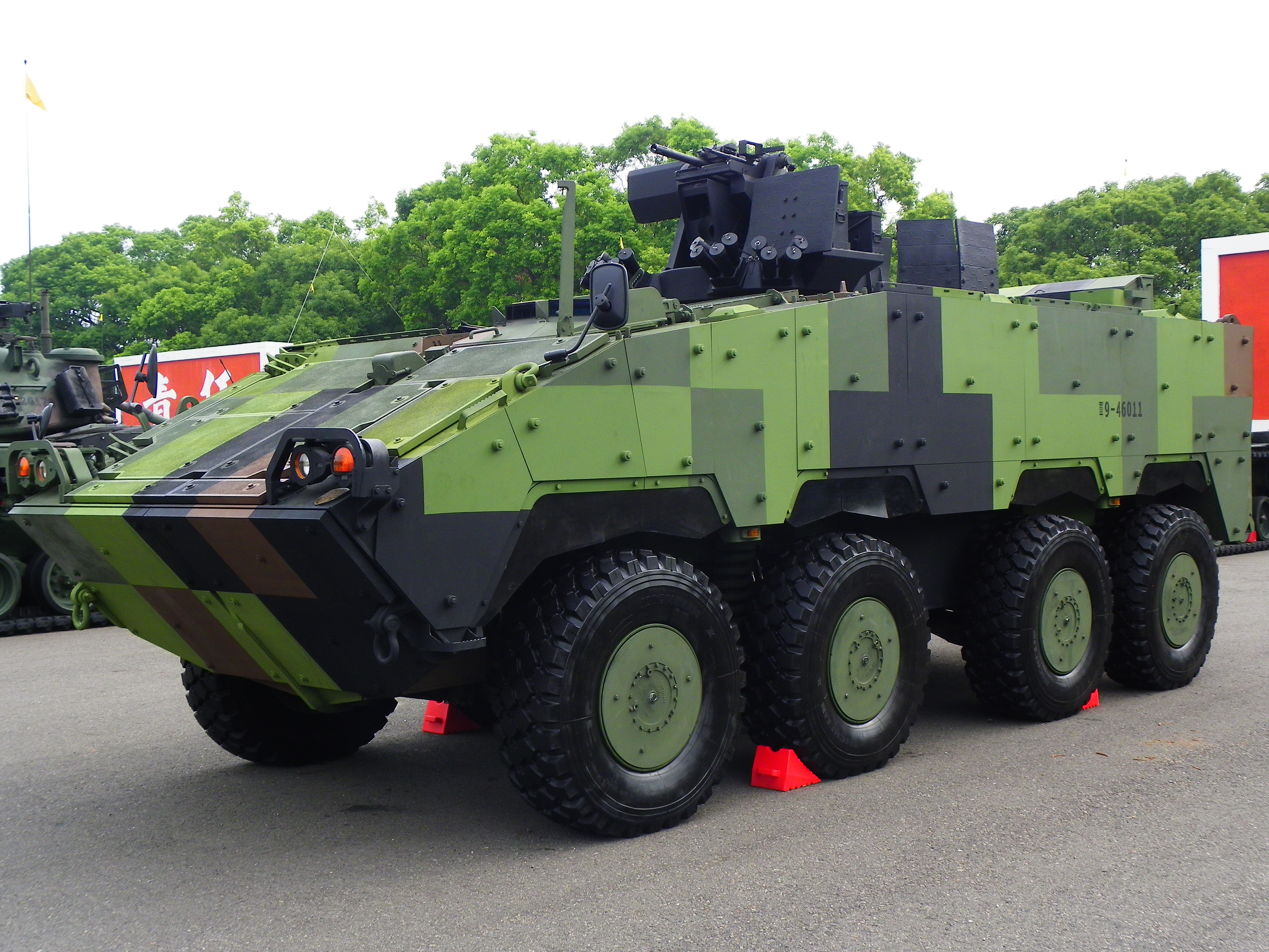
台灣CM-33 雲豹裝甲車

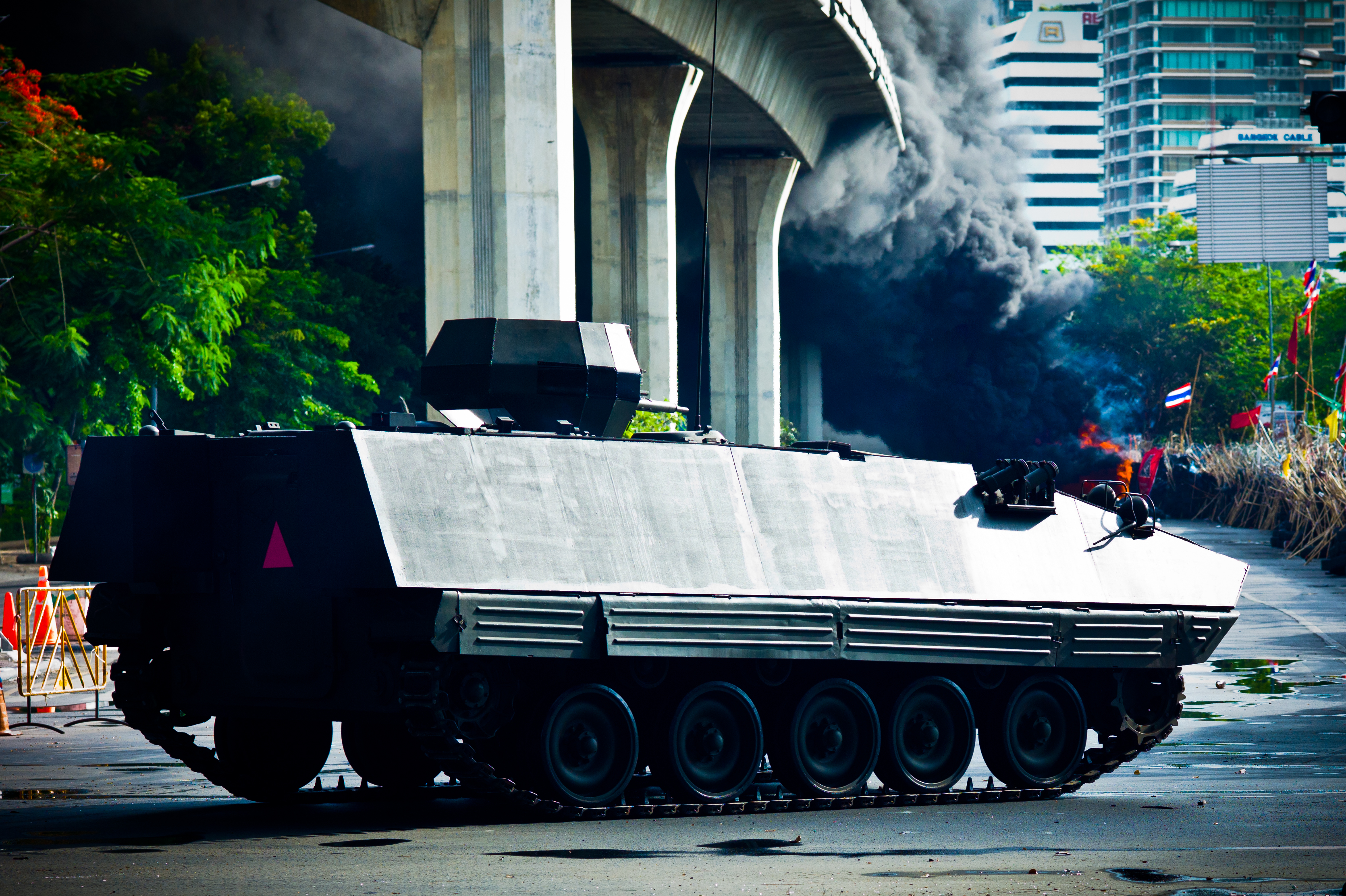
中國大陸85式裝甲運兵車

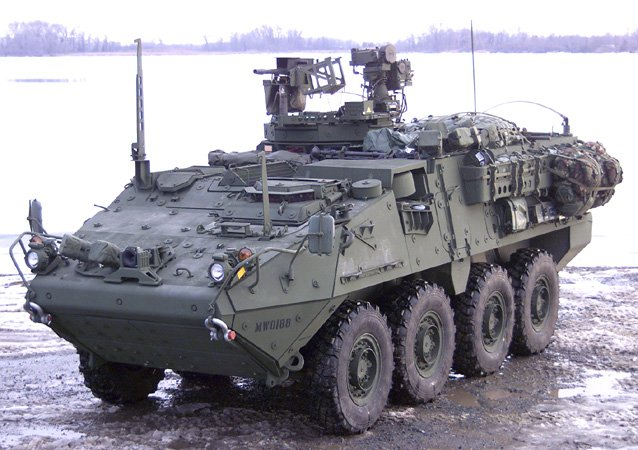
美國史崔克M1126裝甲運兵車

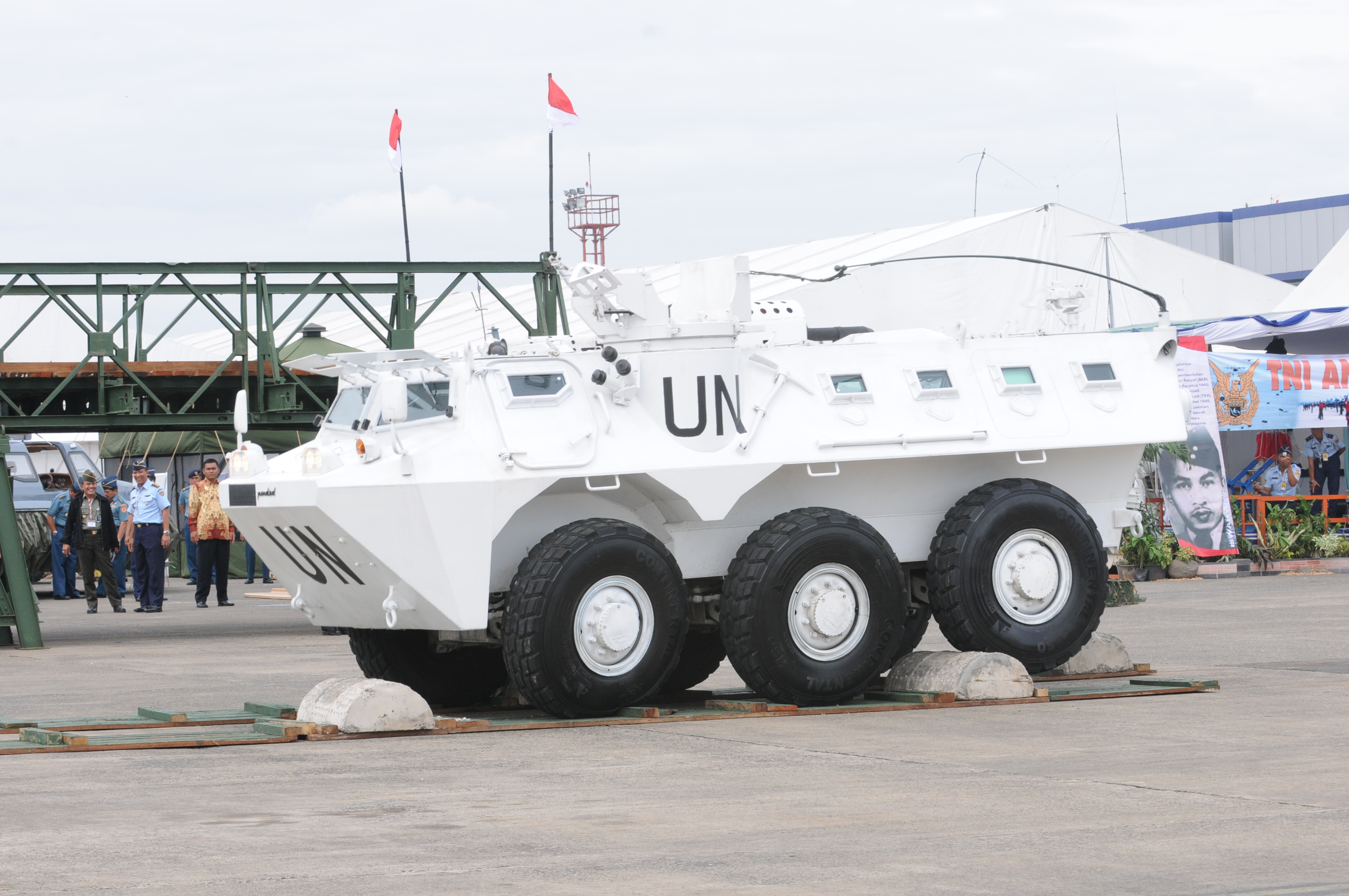
印尼聯合國部隊ANOA 6X6 APS UN

裝甲運兵車（英文：Armoured personnel carrier，縮寫：APC）又稱裝甲輸送車，指在戰場上輸送步兵的裝甲車輛，一般具有高速、較低的防護力和戰鬥力等特點。裝甲運兵車除了可以運輸步兵外，還可以運輸物資或補給品，暫時充當裝甲補給車。在必要时，也可以使用车上的武器攻击敌人。

## 歷史
裝甲運兵車出現的時間與戰車約略同期，第一次世界大戰末期，英國推出專門用來運輸步兵的馬克IX型坦克。由於坦克本身的成本較當時使用的卡車高出許多，有些國家是以加裝裝甲的汽車權充兼作運輸的用途。
1930年代許多國家開始發展機械化部隊，由於全履帶車的造價與維護成本依舊居高不下，為了配合戰車的運動速度與越野能力，半履帶車加上防護裝甲之後成為最常見的型態。二次世界大戰期間，美國的M3半履帶車與德國SdKfz 251半履帶車是最著名的代表。這些車輛擁有防禦小口徑武器與彈藥破片的側面裝甲，但是欠缺頂部的保護。車體上以攜帶機槍最為常見。而戰爭中期以後盟軍開始將M4中戰車改裝成裝甲運兵車使用。
到冷戰時期，由於核戰陰影的威脅、履帶動力裝置成本下降加上鋁合金的使用，裝甲運兵車開始具備封閉式車身，為了與步兵共同作戰而演化出步兵戰鬥車這類重武裝車種。

## 裝甲車列表
加拿大：
- LAV-3裝甲車

 中華民國 ：
- CM-21裝甲車
- CM-31裝甲車
- CM-32/33 雲豹裝甲車

 中华人民共和国：
- 63式装甲输送车
- 85式装甲输送车
- ZSD-89装甲输送车
- ZSD-90装甲输送车
- ZSL-92装甲输送车
- ZSL-93装甲输送车
- ZFB-05装甲输送车

 芬兰：
- AMV裝甲車

 法國：
- VAB裝甲車
- VBMR格里芬装甲车（英语：VBMR Griffon）

 德国：
- 狐式輪型裝甲車

 以色列：
- 阿奇扎里特裝甲運兵車

 日本：
- 60式裝甲運兵車
- 73式裝甲運兵車
- 96式裝甲運兵車

 俄羅斯：
- BTR-40裝甲車
- BTR-50裝甲車（英语：BTR-50）
- BTR-60
- BTR-70
- BTR-80
- BTR-90
- 迴旋鏢裝甲運兵車

 新加坡：
- AV-81裝甲車

 瑞士：
- 食人魚裝甲車

 美国：
- M113裝甲車
- LAV-25
- 史崔克裝甲車
- AAV-7A1兩棲突擊載具
- 多用途裝甲車（英语：AMPV）

 乌克兰：
- BTR-3
- BTR-4

 土耳其：
- 帕爾斯裝甲車（英语：FNSS Pars）

 ：
- K200装甲输送车（英语：K200 장갑차）